# Piaggio
Piaggio & C. SpA, «Пьяджо» — итальянская машиностроительная компания, производитель мотороллеров (скутеров) и мотоциклов. Штаб-квартира — в городе Понтедера (провинция Пиза, Тоскана).

## История
Компания Piaggio была основана Ринальдо Пьяджо в 1884 году. Первоначально занималась внутренней отделкой кораблей и судов. В начале XX века расширила деятельность на производство железнодорожных вагонов. С открытием в 1906 году нового завода компания начала выпускать автомобили, товарные вагоны и трамваи. В годы Первой мировой войны компания перешла на производство военных кораблей и самолётов. В межвоенные годы и во Вторую мировую войну основной продукцией компании стали военные самолёты, также выпускались паровозы и вагоны. К концу Второй мировой войны все предприятия компании были разрушены.
В послевоенные годы Энрико Пьяджо (ит.), сын основателя компании, восстановил завод в Понтедере и решил сконцентрироваться на производстве нужной восстанавливающейся после войны бедной стране лёгкой мототехники. Компания приобрела известность с 1946 года, когда начала выпуск мотороллеров Vespa по проекту Коррадино Д'Асканио. Мотороллер приобрёл большую популярность как в Италии, так и в других странах, за первые 10 лет было продано более миллиона Vespa, их по лицензии выпускали в нескольких европейских странах, а также в Бразилии и Индии.
После смерти Энрико Пьяджо, в 1965 году, контроль над компанией получило семейство Аньелли, владельцы концерна Fiat. В 1964 году авиационное подразделение компании выделилось в отдельную компанию IAM Rinaldo Piaggio (сейчас — Piaggio Aero). В 1969 году концерн приобрёл известную мотоциклетную компанию Gilera, а модельная гамма пополнилась 50-кубовыми мопедами.
В 1980 году было продано 937 тыс. транспортных средств, но к 1984 году продажи упали до 553 тыс. Основной причиной падения продаж был выход на европейский рынок японских производителей (Kawasaki, Yamaha, Honda и Suzuki), продукция которых была дешевле, легче и качественнее. В конце 1980-х годов Piaggio начала расширять деятельность в производство автокомплектующих, велосипеды, лёгкие грузовики и промышленных роботов.
К 2000-м годам финансовое положение Piaggio стало весьма незавидным. В 1999 году контроль над компанией перешел к фонду Morgan Grenfell — лондонскому подразделению Deutsche Bank. В 2001 году был куплен испанский производитель мотоциклов Derbi-Nacional Motor. В 2003 году большая часть Piaggio была продана миланской инвестиционной компании IMMSI, собственником которой стал известный итальянский бизнесмен Роберто Коланинно (ит.), ранее стоявший во главе Olivetti и Telecom Italia. Под управлением Коланинно компания вышла из кризиса, стала приносить прибыль. В 2004 году было создано совместное предприятие с китайской компанией Zongshen по производству скутеров на заводе в Фошане. Также в 2004 году были поглощены итальянские производители мотоциклов Aprilia и Moto Guzzi. В июне 2006 года было проведено размещение акций на Итальянской фондовой бирже. В 2007 году был открыт завод во Вьетнаме, в провинции Виньфук. В 2012 году был открыт завод в индийском городе Барамати.
В апреле 2019 года Piaggio Group открыла пятисотый по счёту универсальный магазин двухколёсной техники своих брендов.

## Собственники и руководство
Контрольный пакет акций (50,07 %) принадлежит холдингу семьи Коланинно IMMSI S.P.A. Этому холдингу также принадлежит доля в судостроительной компании Intermarine, поля для гольфа, коммерческая и жилая недвижимость. С 2006 года компанию возглавлял Роберто Коланинно (Roberto Colaninno, 1946—2023), после смерти руководство перешло к его сыновьям.
- Маттео Коланинно (Matteo Colaninno, род. 16 октября 1970 года) — председатель совета директоров с сентября 2023 года, член совета с 2003 года. Член Палаты депутатов Италии с 2008 по 2022 год от Демократической партии и Италия Вива.
- Микеле Коланинно (Michele Colaninno, род. 23 ноября 1976 года) — генеральный директор (CEO) с сентября 2023 года, также президент Ассоциации европейских производителей мотоциклов (ACEM, Association des Constructeurs Européens de Motorcycles).

## Деятельность
Компания производит мототехнику (мотоциклы, мотороллеры) под такими марками как Piaggio, Vespa, Gilera, Aprilia, Moto Guzzi, Derbi и Scarabeo. Также компания выпускает легкую трёх- и четырёхколёсную технику под марками Ape, Porter и Quargo. Модельная гамма включает в себя транспортные средства с двигателями рабочим объёмом от 50 до 1100 см³.
Производственные мощности состоят из 4 заводов в Италии, по одному в Индии, Вьетнаме и Индонезии и совместного предприятия в Китае (Zongshen Piaggio Foshan Motorcycles).
За 2023 год Piaggio реализовала 559,5 тыс. транспортных средств, в том числе 436,3 тыс. — двухколёсных (393,0 тыс. — скутеров и 43,2 тыс. мотоциклов). На европейском рынке мотоциклов и скутеров компания занимала второе место с долей 12,3 %.
Выручка компании за 2023 год составила 1,99 млрд евро, из них на двухколёсный транспорт пришлось 77 %. Выручка от продаж в Италии составила 16 %, в остальной Европе, на Ближнем Востоке и в Африке — 39 %, в Индии — 19 %, в остальной Азии — 19 %, в Америке — 7 %.